# Saxofoonkwartet

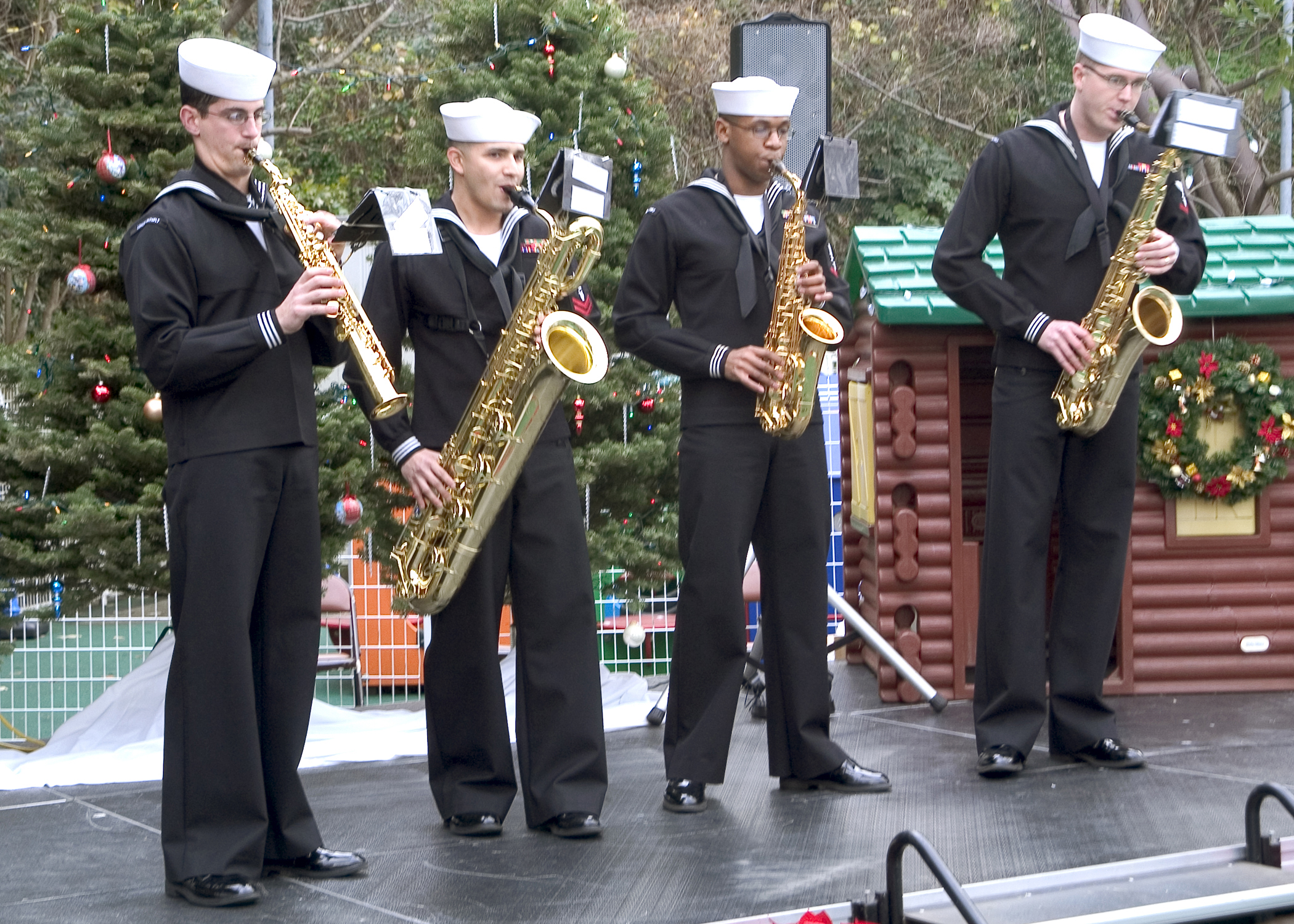
Een saxofoonkwartet

Een saxofoonkwartet is een muziekgezelschap van vier saxofoons. Van de saxofoonfamilie zijn doorgaans de volgende instrumenten aanwezig:
- sopraansaxofoon
- altsaxofoon
- tenorsaxofoon
- baritonsaxofoon

De eerste originele muziek voor saxofoonkwartet is geschreven door Singelée in de 19e eeuw. 
Bekende Nederlandse Saxofoonkwartetten zijn het Artvark Saxofoon Kwartet, Aurelia Saxofoon Kwartet, het Amsterdam Saxophone Quartett, het Amstel Quartet, het Koh-I-Noor Saxofoonkwartet.  Bekende Belgische kwartetten zijn het Anemos Saxofoonkwartet, Brussels Saxofoonkwartet, The Circling Saxes, Bl!ndman en het MANDRA Saxofoonkwartet
Ook zijn er saxofoonensembles die uit meer spelers bestaan, zoals saxensemble Vento do Norte.